# Порва (Кекоранське сільське поселення)
По́рва (рос. Порва) — присілок в Якшур-Бодьїнському районі Удмуртії, Росія.
Населення — 426 осіб (2010; 429 в 2002).
Національний склад (2002):
- удмурти — 81 %

## Історія
Присілок Порвинська заснований 1702 року. 1915 року в ньому була відкрита земська початкова школа. 1989 року створена лікарська амбулаторія. 1996 року відкрито музей.

## Урбаноніми[4]
- вулиці — Єлесіна, Миру, Молодіжна, Нагірна, Нова, Пісочна, Праці, Садова